# Colletes tinctulus
Colletes tinctulus är en biart som beskrevs av Cockerell 1937. Colletes tinctulus ingår i släktet sidenbin, och familjen korttungebin. Inga underarter finns listade i Catalogue of Life.